# Посттравматический шок
Посттравматический шок — состояние, развивающееся в результате тяжёлых травм, операций, большой потери крови, и отличающееся от травматического шока и геморрагического шока. Клинические проявления посттравматического шока близки к симптомам геморрагического шока, который случается при массивной кровопотере, но патологические изменения в организме и тканях при этом имеют иной характер.
Посттравматический шок происходит в период от 6 до 24 часов после травмы и связан с изменениями в проницаемости капилляров и массивной потере плазмы в близлежащие ткани и пространство между ними. Повышенная проницаемость капилляров при этом связана с выбросом большого количества гистамина, которая, в свою очередь, связана с повреждением тканей.